# Svenning
Svenning är ett fornnordiskt mansnamn, med betydelsen "Svens son", eller "av Svens ätt". En äldre variant är Svennung. Namnet var förr som vanligast i Västsverige.

## Namnstatistik
Namnet är nu för tiden inte vanligt, med totalt 114 bärare år 2018 varav endast 18 hade Svenning som tilltalsnamn. Medelåldern (mätt 2018) för män med namnet var 72 år.
Svenning används även som efternamn, med 141 bärare. Som efternamn finns även Svenningsson/Svennungsson. 

## Personer med namnet Svenning
- Svenning Olsen Kongsgård (1780–1865) norsk officer
- Svenning Johansson (1827–1898), svensk psalmförfattare